# Tragopa fenestrata
Tragopa fenestrata är en insektsart som beskrevs av Walker. Tragopa fenestrata ingår i släktet Tragopa och familjen hornstritar. Inga underarter finns listade i Catalogue of Life.